# Motomondiale 1953
La stagione 1953 è stata la quinta del Motomondiale. Il calendario prevedeva 9 gran premi, uno in più rispetto all'anno precedente, con il ritorno del Gran Premio motociclistico di Francia; nessuna delle categorie in gara li corse però tutti nella stagione.

## Il contesto
Anche per quest'anno il regolamento dei punteggi restò invariato: ottenevano punti i primi sei piloti al traguardo di ogni gran premio e per la classifica finale venivano considerati i punteggi migliori ottenuti in 5 prove per la 500, 4 per le altre classi.
La stagione è iniziata con il Tourist Trophy disputato tra l'8 e il 12 giugno (dove si registra anche la morte di Leslie Graham, primo campione del mondo della 500 nel motomondiale 1949) ed ha avuto conclusione in Spagna il 4 ottobre.
Al termine della stagione di gare il titolo della classe 500 è stato vinto da Geoff Duke, al suo quarto titolo mondiale, il primo in sella ad una Gilera.
Nella classe 350 ottiene il titolo Fergus Anderson su Moto Guzzi, nella classe 250 e nella 125 i titoli vanno a Werner Haas su NSU. Quelli conquistati dal tedesco Haas sono anche i primi titoli mondiali della storia che non vengono ottenuti da piloti britannici o italiani.
Il titolo nei sidecar va invece a Eric Oliver e Stan Dibben.
Al termine della stagione vi furono diverse riunioni dei vertici del motociclismo per decidere le modalità in cui si sarebbe corso l'anno successivo, con la decisione finale di non assegnare alcuni titolo costruttori, ma solo quello piloti.

## Il calendario
| Data        | Gran Premio      | Circuito         | Vincitore 500   | Vincitore 350     | Vincitore 250     | Vincitore 125 | Vincitore sidecar          | Resoconto |
| ----------- | ---------------- | ---------------- | --------------- | ----------------- | ----------------- | ------------- | -------------------------- | --------- |
| 8 giugno    | Tourist Trophy   | Mountain Circuit | Ray Amm         | Ray Amm           | Fergus Anderson   | Leslie Graham |                            | Resoconto |
| 27 giugno   | GP d'Olanda      | Assen            | Geoff Duke      | Enrico Lorenzetti | Werner Haas       | Werner Haas   |                            | Resoconto |
| 5 luglio    | GP del Belgio    | Spa              | Alfredo Milani  | Fergus Anderson   |                   |               | Eric Oliver Stanley Dibben | Resoconto |
| 19 luglio   | GP di Germania   | Schottenring     | Walter Zeller   | Carlo Bandirola   | Werner Haas       | Carlo Ubbiali |                            | Resoconto |
| 2 agosto    | GP di Francia    | Rouen            | Geoff Duke      | Fergus Anderson   |                   |               | Eric Oliver Stanley Dibben | Resoconto |
| 13 agosto   | GP dell'Ulster   | Dundrod          | Ken Kavanagh    | Ken Mudford       | Reg Armstrong     | Werner Haas   | Cyril Smith Les Nutt       | Resoconto |
| 22 agosto   | GP di Svizzera   | Bremgarten       | Geoff Duke      | Fergus Anderson   | Reg Armstrong     |               | Eric Oliver Stanley Dibben | Resoconto |
| 6 settembre | GP delle Nazioni | Monza            | Geoff Duke      | Enrico Lorenzetti | Enrico Lorenzetti | Werner Haas   | Eric Oliver Stanley Dibben | Resoconto |
| 4 ottobre   | GP di Spagna     | Montjuïc         | Fergus Anderson |                   | Enrico Lorenzetti | Angelo Copeta |                            | Resoconto |

## Sistema di punteggio e legenda
| Pos.  | 1 | 2 | 3 | 4 | 5 | 6 | 7> |
| ----- | - | - | - | - | - | - | -- |
| Punti | 8 | 6 | 4 | 3 | 2 | 1 | 0  |

## Le classi

### Classe 500
| Pos. | Costruttore | Punti |
| ---- | ----------- | ----- |
| 1    | Gilera      | 40    |
| 2    | Norton      | 29    |
| 3    | AJS         | 10    |
| 4    | Moto Guzzi  | 8     |
| 5    | MV Agusta   | 8     |

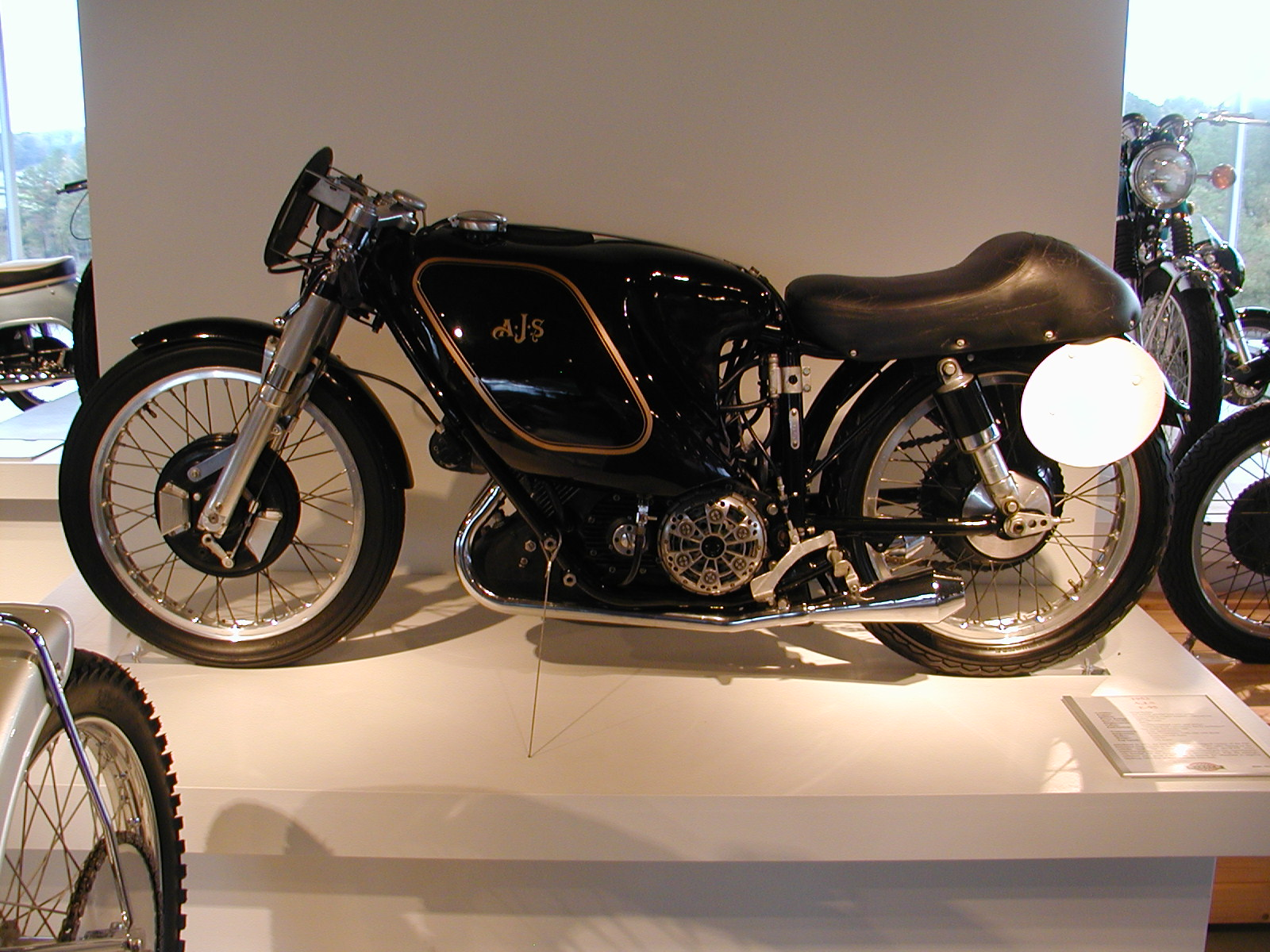
La AJS del 1953.

La classe 500 si disputò in tutti i gran premi ad eccezione che in quello GP di Germania, in cui il circuito del Schottenring venne considerato troppo pericoloso per le maggiori cilindrate. La stagione si rivelò particolarmente positiva per la Gilera che occupò con i suoi piloti le prime tre posizioni della classifica.
Il titolo fu ottenuto da Geoff Duke seguito da Reg Armstrong, con entrambi i piloti appena passati alla casa di Arcore dopo un passato in Norton; il terzo posto fu invece ottenuto da Alfredo Milani.
Delle 8 prove disputate, 5 furono vinte da piloti Gilera, due da piloti Norton e l'ultima da Fergus Anderson su Moto Guzzi.

Classifica piloti (prime 5 posizioni)
| Pos. | Pilota         | Moto   |     |     |     |    |   |     |     |   |     | P.ti    |
| ---- | -------------- | ------ | --- | --- | --- | -- | - | --- | --- | - | --- | ------- |
| 1    | Geoffrey Duke  | Gilera | Rit | 1   | Rit | NE | 1 | 2   | 1   | 1 |     | 38      |
| 2    | Reg Armstrong  | Gilera | 3   | 2   | 3   | NE | 2 | 4   | 3   | 4 | Rit | 24 (30) |
| 3    | Alfredo Milani | Gilera | Rit | Rit | 1   | NE | 3 | Rit | 2   |   |     | 18      |
| 4    | Ken Kavanagh   | Norton | Rit | 3   | 4   | NE | 4 | 1   | Rit |   | Rit | 18      |
| 5    | Ray Amm        | Norton | 1   | Rit | 2   | NE |   |     |     |   |     | 14      |
| Pos. | Pilota         | Moto   |     |     |     |    |   |     |     |   |     | P.ti    |

| Legenda                                                                        | 1º posto        | 2º posto        | 3º posto | A punti      | Senza punti        | Grassetto=Pole position Corsivo=Giro più veloce |
| Legenda                                                                        | Gara non valida | Non qualificato | Ritirato | Squalificato | "-" Dato non disp. | Grassetto=Pole position Corsivo=Giro più veloce |
| Fonte dei dati: motogp.com, racingmemo.free.fr, autosport.com, jumpingjack.nl. |                 |                 |          |              |                    |                                                 |

### Classe 350
| Pos. | Costruttore | Punti |
| ---- | ----------- | ----- |
| 1    | Moto Guzzi  | 32    |
| 2    | Norton      | 28    |
| 3    | AJS         | 18    |
| 4    | DKW         | 4     |
| 5    | Velocette   | 3     |

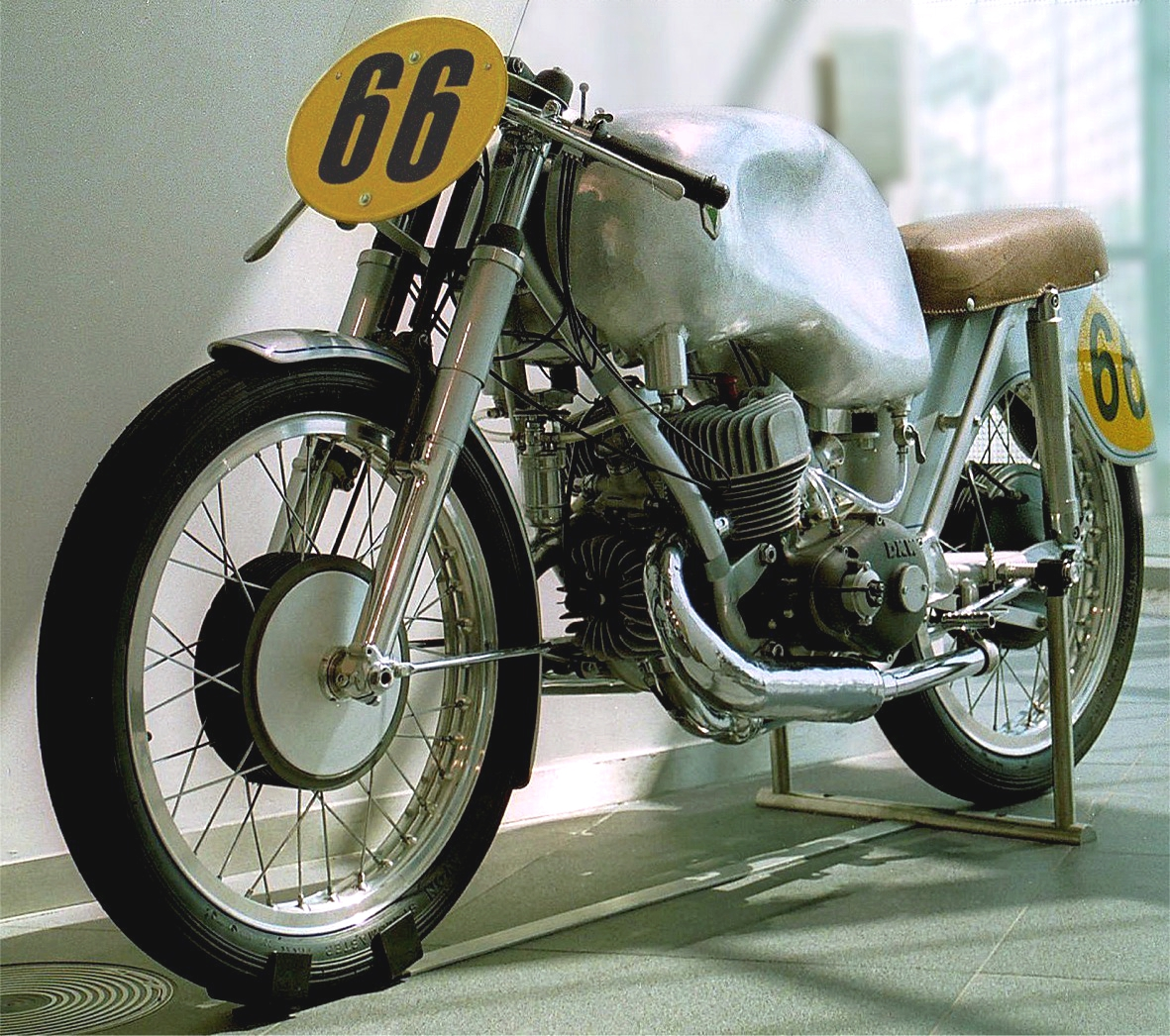
La DKW 350 GP del 1953.

In classe 350, dove il campionato si disputò su 7 prove (oltre che in Germania non si corse neppure in Spagna), il solito duello tra case motociclistiche italiane e britanniche vedeva una di fronte all'altra Moto Guzzi e Norton; le prime due posizioni al termine della stagione furono di Fergus Anderson e di Enrico Lorenzetti, entrambi in sella a moto della casa di Mandello del Lario, seguiti da 3 piloti equipaggiati di moto inglesi.
Anche per quanto riguarda le vittorie nei singoli gran premi la parte del leone la fecero i primi due piloti in classifica con 3 gran premi vinti da Anderson e due da Lorenzetti; le restanti vittorie furono appannaggio di Ray Amm su Norton nella gara di esordio del Tourist Trophy e di Ken Mudford, sempre su Norton, in occasione del GP dell'Ulster.

Classifica piloti (prime 5 posizioni)
| Pos. | Pilota            | Moto       |   |   |   |    |     |     |   |   |    | P.ti    |
| ---- | ----------------- | ---------- | - | - | - | -- | --- | --- | - | - | -- | ------- |
| 1    | Fergus Anderson   | Moto Guzzi | 3 | - | 1 | NE | 1   | -   | 1 | 2 | NE | 30 (34) |
| 2    | Enrico Lorenzetti | Moto Guzzi |   | 1 | 2 | NE | 3   | -   | - | 1 | NE | 26      |
| 3    | Ray Amm           | Norton     | 1 | 2 | 3 | NE | Rit |     |   |   | NE | 18      |
| 4    | Ken Kavanagh      | Norton     | 2 | 3 | 5 | NE | -   | Rit | 2 | - | NE | 18      |
| 5    | Jack Brett        | Norton     | 4 | 4 | 4 | NE | -   | Rit | 4 | - | NE | 12      |
| Pos. | Pilota            | Moto       |   |   |   |    |     |     |   |   |    | P.ti    |

| Legenda                                                                        | 1º posto        | 2º posto        | 3º posto | A punti      | Senza punti        | Grassetto=Pole position Corsivo=Giro più veloce |
| Legenda                                                                        | Gara non valida | Non qualificato | Ritirato | Squalificato | "-" Dato non disp. | Grassetto=Pole position Corsivo=Giro più veloce |
| Fonte dei dati: motogp.com, racingmemo.free.fr, autosport.com, jumpingjack.nl. |                 |                 |          |              |                    |                                                 |

### Classe 250
| Pos. | Costruttore | Punti |
| ---- | ----------- | ----- |
| 1    | NSU         | 32    |
| 2    | Moto Guzzi  | 30    |
| 3    | DKW         | 11    |
| 4    | Velocette   | 2     |

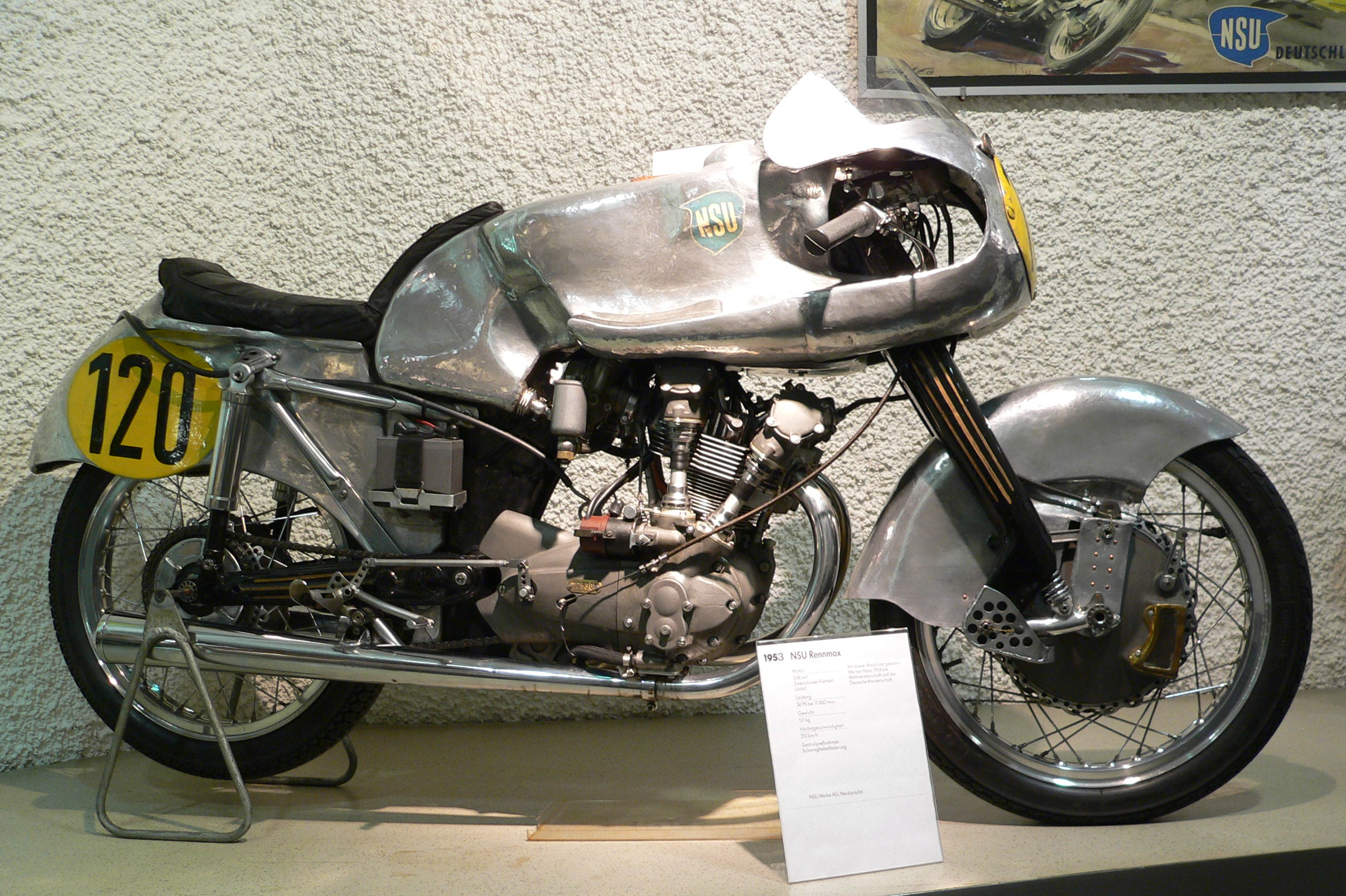
La NSU "Rennmax" con cui Haas vinse il titolo nella 250.

La quarto di litro ebbe un calendario formato da 7 prove (non ne facevano parte il Gran Premio motociclistico del Belgio e quello di Francia) e fu un duello tra la casa tedesca NSU e la Moto Guzzi, con la prima che ottenne le due posizioni con Werner Haas e Reg Armstrong (curiosamente Armstrong ottenne la seconda posizione in 500, alla guida però di una Gilera).
Le vittorie nei singoli gran premi andarono due ciascuno agli alfieri NSU, due furono appannaggio di Enrico Lorenzetti e l'ultima di Fergus Anderson, questi ultimi due piloti ufficiali della Moto Guzzi.
Anderson ottenne quest'anno il curioso primato di essere il primo pilota ad essersi aggiudicato nello stesso anno un gran premio in ognuna delle tre classi di maggior cilindrata. Rimarchevole anche il fatto che ottenne questo primato all'età di 44 anni.

Classifica piloti (prime 5 posizioni)
| Pos. | Pilota            | Moto       |     |   |    |   |    |   |   |   |   | P.ti    |
| ---- | ----------------- | ---------- | --- | - | -- | - | -- | - | - | - | - | ------- |
| 1    | Werner Haas       | NSU        | 2   | 1 | NE | 1 | NE | 2 | 6 | 2 | - | 28 (35) |
| 2    | Reg Armstrong     | NSU        |     | 3 | NE | - | NE | 1 | 1 | 4 | - | 23      |
| 3    | Enrico Lorenzetti | Moto Guzzi | Rit | 4 | NE | - | NE | 4 | 4 | 1 | 1 | 22 (25) |
| 4    | Fergus Anderson   | Moto Guzzi | 1   | 2 | NE | - | NE | 3 | 3 | - | 3 | 22 (26) |
| 5    | Alano Montanari   | Moto Guzzi |     | - | NE | 2 | NE | - | 2 | 3 | 4 | 19      |
| Pos. | Pilota            | Moto       |     |   |    |   |    |   |   |   |   | P.ti    |

| Legenda                                                                        | 1º posto        | 2º posto        | 3º posto | A punti      | Senza punti        | Grassetto=Pole position Corsivo=Giro più veloce |
| Legenda                                                                        | Gara non valida | Non qualificato | Ritirato | Squalificato | "-" Dato non disp. | Grassetto=Pole position Corsivo=Giro più veloce |
| Fonte dei dati: motogp.com, racingmemo.free.fr, autosport.com, jumpingjack.nl. |                 |                 |          |              |                    |                                                 |

### Classe 125
| Pos. | Costruttore | Punti |
| ---- | ----------- | ----- |
| 1    | MV Agusta   | 30    |
| 2    | NSU         | 30    |
| 3    | Moto Morini | 9     |
| 4    | Montesa     | 2     |
| 5    | FB Mondial  | 2     |

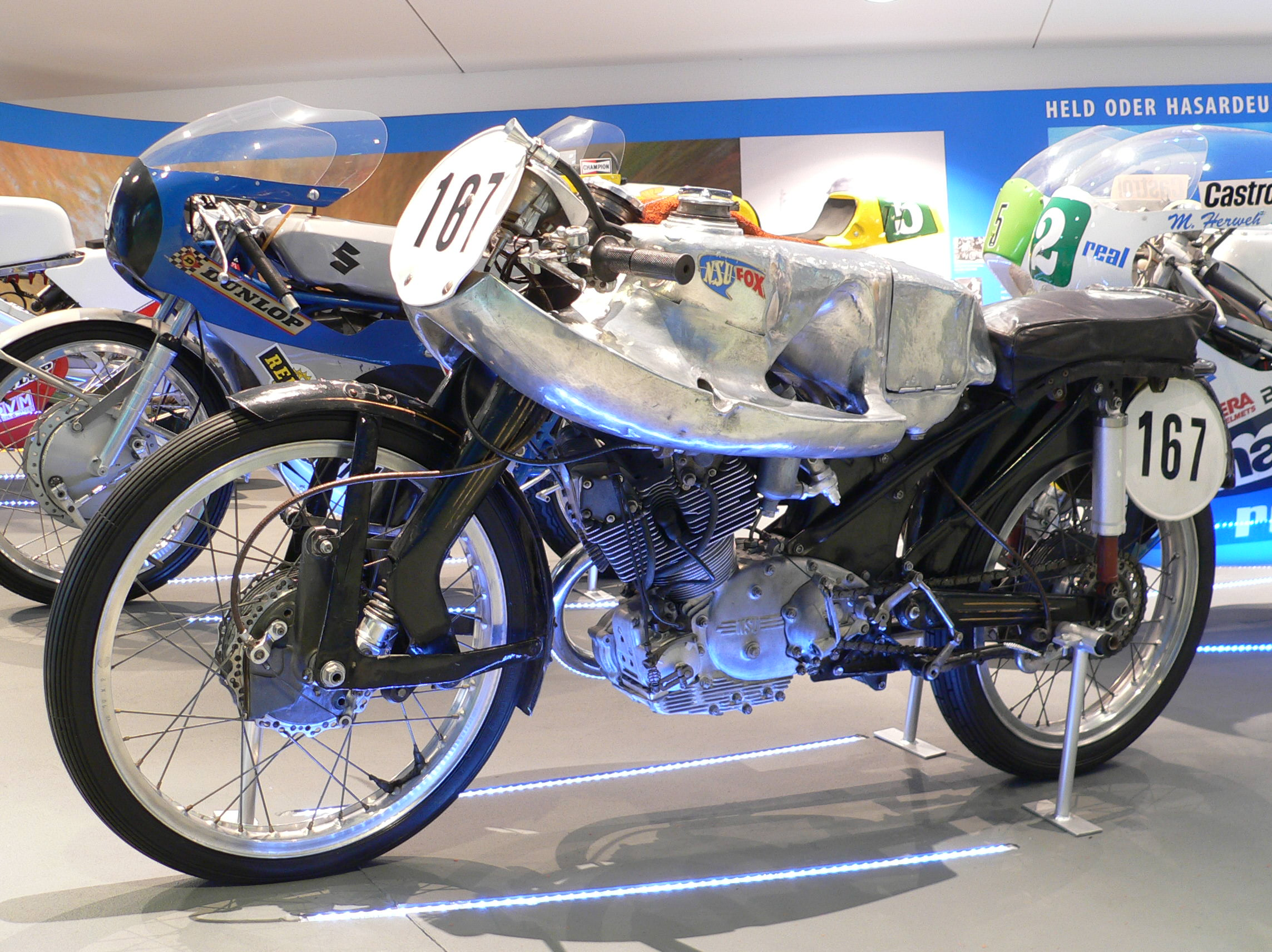
La NSU "Rennfox" vincitrice del titolo della 125.

Quest'anno si registrò il ritiro della squadra ufficiale della FB Mondial che aveva dominato le prime edizioni del mondiale e le previsioni davano per favorite le altre due case italiane, MV Agusta e Moto Morini.
La forte rivalità tra le due fu però di ostacolo alla conquista del titolo; un episodio significativo, anche se avvenuto ormai a situazione in classifica gravemente compromessa, si verificò il 6 settembre a Monza, nel corso del Gran Premio delle Nazioni, che le due case italiane non avevano intenzione di lasciarsi sfuggire. Fin dalle battute iniziali, la corsa fu dominata dalla MV Agusta di Ubbiali e dalla Moto Morini di Mendogni che incrementavano il loro vantaggio giro dopo giro. Verso metà gara, ampiamente distaccato il resto dei concorrenti e dopo essersi varie volte superati vicendevolmente senza riuscire prendere margine sull'altro, Ubbiali e Mendogni iniziarono la tattica del rallentamento, con l'obiettivo di trovarsi nella vantaggiosa posizione di scia durante fase finale. La tattica, però, fu prematuramente attuata e permise all'esperto Haas di ricongiungersi al duo di testa nell'ultimo giro. Haas riuscì a sfruttare la scia ad entrambi, conquistando la vittoria d'un soffio e lasciando i due contendenti con un palmo di naso.
In questo modo il pilota tedesco riuscì a doppiare il successo ottenuto in classe 250, portando il secondo titolo anche alla NSU.

Classifica piloti (prime 5 posizioni)
| Pos. | Pilota         | Moto      |     |   |    |   |    |     |    |   |     | P.ti    |
| ---- | -------------- | --------- | --- | - | -- | - | -- | --- | -- | - | --- | ------- |
| 1    | Werner Haas    | NSU       | 2   | 1 | NE | 2 | NE | 1   | NE | 1 | Rit | 30 (36) |
| 2    | Cecil Sandford | MV Agusta | 3   | 3 | NE | - | NE | 2   | NE | - | 2   | 20      |
| 3    | Carlo Ubbiali  | MV Agusta | Rit | 2 | NE | 1 | NE | -   | NE | 3 | 7   | 18      |
| 4    | Angelo Copeta  | MV Agusta | 4   | - | NE | 4 | NE | Rit | NE | 4 | 1   | 17      |
| 5    | Leslie Graham  | MV Agusta | 1   |   | NE |   | NE |     | NE |   |     | 8       |
| Pos. | Pilota         | Moto      |     |   |    |   |    |     |    |   |     | P.ti    |

| Legenda                                                                        | 1º posto        | 2º posto        | 3º posto | A punti      | Senza punti        | Grassetto=Pole position Corsivo=Giro più veloce |
| Legenda                                                                        | Gara non valida | Non qualificato | Ritirato | Squalificato | "-" Dato non disp. | Grassetto=Pole position Corsivo=Giro più veloce |
| Fonte dei dati: motogp.com, racingmemo.free.fr, autosport.com, jumpingjack.nl. |                 |                 |          |              |                    |                                                 |

### Classe sidecar
| Pos. | Costruttore | Punti |
| ---- | ----------- | ----- |
| 1    | Norton      | 32    |
| 2    | BMW         | 9     |
| 3    | BSA         | 2     |

Per la prima volta la categoria dei sidecar gareggiò nel GP dell'Ulster, spostato da questa edizione nel nuovo circuito di Dundrod; furono però solo 7 gli equipaggi al via e solo 5 quelli che tagliarono il traguardo.
Il titolo tra le motocarrozzette fu facilmente conquistato da Eric Oliver e Stanley Dibben che, a bordo della loro Norton, ottennero la vittoria in 4 delle 5 prove in programma.

Classifica equipaggi (prime 5 posizioni)
| Pos. | Pilota                           | Moto   |    |    |   |    |   |     |   |   |    | P.ti    |
| ---- | -------------------------------- | ------ | -- | -- | - | -- | - | --- | - | - | -- | ------- |
| 1    | Eric Oliver/Stanley Dibben       | Norton | NE | NE | 1 | NE | 1 | Rit | 1 | 1 | NE | 32      |
| 2    | Cyril Smith/Les Nutt             | Norton | NE | NE | 2 | NE | 2 | 1   | 2 | 2 | NE | 26 (32) |
| 3    | Hans Haldemann/Josef Albisser    | Norton | NE | NE | 5 | NE | 3 | -   | 4 | 4 | NE | 12      |
| 4    | Jacques Drion/Inge Stoll-Laforge | Norton | NE | NE | - | NE | - | 3   | 5 | 3 | NE | 10      |
| 5    | Peter 'Pip' Harris/Ray Campbell  | Norton | NE | NE | - | NE | - | 2   | - | - | NE | 6       |
| Pos. | Pilota                           | Moto   |    |    |   |    |   |     |   |   |    | P.ti    |

| Legenda                                                                        | 1º posto        | 2º posto        | 3º posto | A punti      | Senza punti        | Grassetto=Pole position Corsivo=Giro più veloce |
| Legenda                                                                        | Gara non valida | Non qualificato | Ritirato | Squalificato | "-" Dato non disp. | Grassetto=Pole position Corsivo=Giro più veloce |
| Fonte dei dati: motogp.com, racingmemo.free.fr, autosport.com, jumpingjack.nl. |                 |                 |          |              |                    |                                                 |